# Ангел Генов
Ангел Антониев Генов е български актьор.

## Биография
Роден е на 26 януари 1978 г. в град София. Син е на актьорите Антоний Генов и Нели Монеджикова.
През 2002 г. завършва НАТФИЗ „Кръстьо Сарафов“ със специалност „Актьорско майсторство за драматичен театър“ при професор Надежда Сейкова.
Играл е във Драматичния театър „Гео Милев“ в град Стара Загора и Театър „София“.
През 2009 г. е в трупата на Театър „Българска армия“, където играе в различни постановки, измежду които са „Ромео и Жулиета“ и „Както ви харесва“ от Уилям Шекспир, „Декамерон“ от Джовани Бокачо, „Евгений Онегин“ от Александър Пушкин, „Железният светилник“ от Димитър Талев, „Откат“ от Захари Карабашлиев и др.
Премества се да живее в Лондон, за да постъпи в актьорската школа MetFilm School.

## Кариера на озвучаващ актьор
Генов се занимава с дублаж на филми и сериали. Сред героите на анимационни филми, който е озвучил, съдържат Цар Боб в „Голямото междучасие“, Дейвид в „Лило и Стич“, Реми в „Рататуи“ и други.

## Участия в театъра
Театър „Българска армия“
- Бенволио в „Ромео и Жулиета“ от Уилям Шекспир – режисьор Николай Ламбрев – Михайловски
- „Декамерон“ по Джовани Бокачо – режисьор Диана Добрева
- Алексей в „Евгений Онегин“ по Александър Пушкин от Юрий Дачев – режисьор Стайко Мурджев[3]
- Лазар Глаушев в „Железният светилник“ от Димитър Талев – режисьор Асен Шопов
- Орландо дьо Боа в „Както ви харесва“ от Уилям Шекспир – режисьор Красимир Спасов
- „Откат“ от Захари Карабашлиев – режисьор Стайко Мурджев
- Програмистът в „След дъжда“ от Серджи Белбел – режисьор Николай Ламбрев – Михайловски

Театър „София“
- Леон Толчински в „Глупаци“ от Нийл Саймън – режисьор Григор Антонов
- Панталоне в „Принцеса Турандот“ от Карло Гоци – режисьор Рубен Симонов
- П. И. Добчински в „Ревизор“ от Николай Гогол – режисьор Бойко Богданов
- Боян в „Драскотини от дъжда“ от Яна Добрева – режисьор Д. Димов
- Меркуцио в „Ромео и Жулиета” от Уилям Шекспир – режисьор проф. Здравко Митков
- Мъжът в „Животът-това са две жени“ от Стефан Цанев – режисьор Георги Михалков
- Петручио в „Укротяване на опърничавата“ от Уилям Шекспир – режисьор Георги Михалков
- Боби в „Една конска сила“ от Калин Илиев – режисьор Любише Георгиевски
- Мортимър Брустър в –Арсеник и стари дантели от Дж. Кесълринг – режисьор проф. Здравко Митков
- Боян в „Кучката“ от Теодора Димова – режисьор Георги Михалков

Драматичен театър „Гео Милев“ – Стара Загора
- Константин Гаврилиевич Треплев в „Чайка“ от А. П. Чехов – режисьор Георги Михалков
- Алан Стренг в „Еквус“ от Питър Шафър – режисьор Георги Михалков

## Филмография
- „Под прикритие“ (2012)
- „Котка в стената“ (2019) – Владимир

## Награди
- Награда „Икар“ за впечатляващ професионален дебют за ролята на Алън Стренг в „Еквус“ от Питър Шафър
- 2009 – Награда „Икар“ в категорията „Поддържаща мъжка роля“ за ролята на Панталоне в „Принцеса Турандот“ от Карло Гоци

## Смърт
Ангел Генов умира на 43 години на 4 септември 2021 г. при неясни обстоятелства в Лондон.